# Aéroport de Kostanaï
L’aéroport de Kostanaï (kazakh : Қостанай  халықаралық әуежайы, russe : Международный аэропорт Костанай) (code IATA : KSN • code OACI : UAUU) est un aéroport desservant la ville de Kostanaï ainsi que toute la région, au Kazakhstan. Il a été remis en service le 10 octobre 2019 après avoir subi d'importants travaux de rénovation durant 5 mois. L’aéroport possède désormais d’une nouvelle piste d’atterrissage.

## Situation
| \| 100 km1:25 028 000 \| Turkestan Aktaou Aktioubé Almaty Astana Atyraw Balkhach Chimkent Jezkazgan Kökşetaw Kostanaï Kyzylorda Öskemen Ourdchar Oucharal Oural Pavlodar Petropavl Sary-Arka Semeï Taldykourgan Taraz |
| 100 km1:25 028 000 |

## Compagnies et destinations

### Passagers
| Compagnies    | Destinations                          |
| ------------- | ------------------------------------- |
| Aeroflot      | Moscou Chérémétiévo                   |
|               |                                       |
|               |                                       |
|               |                                       |
|               |                                       |
| Fly Arystan   | Noursoultan, Atyraw, Almaty, Chimkent |
|               |                                       |
| SCAT Airlines | Almaty Turkestan                      |
| Qazaq Air     | Noursoultan                           |
| Air Astana    | Charter : Hanovre                     |

Édité le 19/07/2021